# Konstantin Cziu
Konstantin (Kostia) Borisowicz Cziu (ros. Константин (Костя) Борисович Цзю; ur. 19 września 1969 w Sierowie) – rosyjski i australijski bokser. Były czterokrotny mistrz świata kategorii junior półśredniej. Pokonał 14 zawodników o tytuł mistrza świata. Zakończył karierę po porażce z Rickym Hattonem.
W 2011 roku został wprowadzony do Międzynarodowej Galerii Sław Boksu.